# Miss Slovenije 1998
Miss Slovenije 1998 je bilo lepotno tekmovanje, ki je potekalo 20. septembra 1998 v Cankarjevem domu v Ljubljani.
Bilo je 12 finalistk, na predizborih je tekmovalo 131 deklet. Na finalnem izboru so izbrali še šest superfinalistk.
Novost je bila glasovanje s televotingom, pri katerem je največ glasov dobila Renata Bohinc iz Kranja, takrat še punca Primoža Peterke. Tekmovalke so nosile kopalke znamke Nancy iz Naklega, ob dnevnih obačilih pa čevlje znamke Peko.
Med gosti prireditve so bili Peter Verbič, takratni predsednik komisije za hitrostni motociklizem pri AMZS, in Miss Sejšelov Michelle Lane.
Voditelja sta bila Stojan Auer in Saša Eisiedler Štrumbelj. Lento je zmagovalki predal Janko Razgoršek, takratni minister za malo gospodarstvo in turizem.

## Finale

### Uvrstitve in nagrade
- Zmagovalka Miša Novak, 22 let, študentka iz Ptuja, je dobila avto Peugeot 206 od ljubljanske avtohiše Class in učenje vožnje v ptujski avtošoli Marjana Heraka
- 1. spremljevalka Viktorija Strajnar, 20 let, študentka iz Kostanjevice na Krki
- 2. spremljevalka in miss fotogeničnosti Tjaša Ciganovič iz Mežice

Viri

### Glasbeni gostje
Nastopili so Anja Rupel, Sound Attack, Magnifico, Power Dancers (članica skupine Natka Geržina je hči organizatorja tekmovanja Zdravka), Babilon in Napoleon.

### Žirija
Predsedoval ji je Janez Ujčič s POP TV, med njenimi člani sta bila odhajajoča miss Slovenije Maja Šimec in športnik Jure Rovan.

### Miša Novak po zmagi
Bila je gostja v Jonasovi oddaji Brez zapor, skupaj z njenimi starši jo je sprejel ptujski župan Miroslav Luci, vodila je dobrodelni koncert društva Sonček na Ptuju, v družbi Dedka Mraza je obiskala otroški oddelek ptujske bolnišnice in nato še otroke v mariborski bolnišnici.
Pred potovanjem na svetovni izbor je dobila talisman z idrijsko čipko in voščilom Štefke Kučan.

## Miss Sveta 1998
Novakova je s sabo odnesla dnevno obleko Renate Rudolf, prvo večerno obleko Mojce Polanc in drugo večerno obleko Irene Torkar in Mojce Semprimožnik (slednja je sama dokončala projekt). Te obleke so bile izbrane iz 32-ih, ki so se predstavile v Viteški dvorani v ljubljanskih križankah. Predsednik žirije je bil fotograf Milan Pajk. Zmagovalne obleke so razočarale prisotne in Novakovo, eden od članov žirije je protestno odšel. Kasneje naj bi se izkazalo, da žiranti  še nikoli niso gledali izbora za miss sveta.
Obutev je prispeval Rudi Lopatec iz Dobrave pri Škocjanu, ki z ženo Jožico vodi čevljarsko obrt.
Novakova je odnesla sliko Jureta Cekute v Pariz, kjer je bila dobrodelna dražba.
Svetovno tekmovanje je bilo 26. novembra na Sejšelih, na njem so sodelovali slovenski kuharji in gostinci, kot so Jože Oseli, Matjaž Erzar, Rado Pižem, Krištof Bolka in Bogdan Erlach. Zakonca Ivica in Tone Arvaj, znana mesnopredelovalna podjetnika, sta sponzorirala postrežbo kmečke šunke in pršuta. Dušan Černigoj, trgovski predstavnik Sejšelov v Sloveniji, je novi zmagovalki, Izraelki Linor Abargil, daroval 100.000 dolarjev vredno žezlo Sebastjana Peršolje iz Nove Gorice, vse tekmovalke pa so dobile grafike tega umetnika. Izraelska zmagovalka je dobila tudi zgoščensko Letečih potepuhov My Favourite Tune.